# Pablo Casado
Pablo Casado Blanco (* 1. února 1981 Palencia) je španělský politik, od července 2018 do dubna 2022 předseda španělské Lidové strany (ve funkci vystřídal Mariana Rajoye). Předtím byl v letech 2015–2018 náměstkem generálního tajemníka strany. Od roku 2011 je poslancem Kongresu poslanců Španělska, kde v letech 2011–2019 reprezentoval obvod Ávila a následně do roku 2022 obvod Madrid.
Členem Lidové strany je Pablo Casado již od roku 2003, v letech 2007–2009 za ni byl členem Madridského sněmu.
Absolvoval právo na CES Cardenal Cisneros.
Od roku 2009 je Pablo Casado ženatý; s manželkou mají dceru a syna.